# Češko-slovački jezici
Češko-slovački jezici, jedna od tri podskupine zapadnoslavenskih jezika koji se govore na podruučju Češke i Slovačke. Obuhvaća dva živa i jedan izumrli jezik, to su češki [ces], slovački [slk] i knaanski ili leshon knaan (judeoslavenski) [czk] s judeočeški dijalektom. 

## Vanjske poveznice
- Ethnologue (14th)